# 催眠商法
催眠商法（さいみんしょうほう、英: Bait-and-Switch Schemes）とは、催眠術的な手法を導入し、消費者の購買意欲を煽って商品を販売する（本来は必ずしも必要ではない製品を売り付ける）商法である。最初にこの商法を始めた団体の名にちなみSF商法（エスエフしょうほう）（由来は後述）と呼ばれたり、無料配布物で客を釣ることから餌づけ商法、宣伝講習販売とも呼ばれ、また参加者の気分を高揚させるため無料配布物等を説明会セミナーで配る際、希望者に「はい」「はい」と大声で挙手させることからハイハイ商法とも呼ばれる。
なお本項では、特定商取引に関する法律が同商法に関する規定・定義を行っているため、商法の内容に関する説明に留め、同商法に絡む法律上の定義や消費者保護に絡む制度に関しては訪問販売の項に譲る。

## 概要
この商法は、無料プレゼントや安価な食料品や日用雑貨といった生活必需品の商品販売を餌に、高齢者や主婦などといった客を集め、その購買意欲を異常なまでに高めた上で、あたかも貴重な商品を安価に売っていると錯覚させて高価な（また市価よりも遥かに高い）商品を売り付ける商法である。売りつけるものは布団や健康食品、健康機器、浄水器、電気治療器、ダイエット食品などが多い。
日本において1990年代以降に問題となり、客がその場の勢いに飲まれ冷静な判断が出来ない状態で商品購入してしまう問題から、特定商取引に関する法律（特定商取引法）においては、「販売目的を隠しての勧誘（販売会場への連れ込み）」の点で禁止された商法となっている。
契約上では訪問販売と同じ扱いを受けることから、消費者側は一定期間内であれば無条件の解約を保証したクーリングオフ制度の適用（書面受領日から8日間）がある。
同商法では客寄せに「無料プレゼント」等として商品を配布する傾向にあるが、本来は無料で配布されるような物ではない極めて良質な物だと錯覚させ客の満足感を煽ると共に、商品の購入という一定方向の心理状態を繰り返させることで正常な判断力を鈍らせ、結果として射幸心を煽らせて高価な物品を購入させようという意図によるものである。
これは後に冷静になって解約を申し出た客に「解約するのであれば、プレゼントも返して」と迫るケースの相談も国民生活センターに寄せられており、特にプレゼントされる物はパンなど日持ちがしないためにすぐ消費されてしまう食品や、石鹸やブラシなどの消費したら元に戻し難いモノであることから返品し難いこともあり、これにより解約できないと錯覚させている点が問題視される。
なお、この商法では空き店舗、もしくは空きビルの一室を数日から1ヶ月という短い単位で借り受けるなどして行われ、一定期間荒稼ぎした後に忽然と姿を消すことも多い。このようなイベント開催型の商法（展示会商法）形態も、客が冷静になった際に解約や返品する事を阻む要素であるために問題視されている。

### 「SF商法」名前の由来
催眠商法のことを「SF商法」とも言うが、これは最初にこの商法を行った業者・新製品普及会(Sinseihin Fukyukai)の略称に由来する。

## 歴史
最初にこの商法を手がけた新製品普及会は、1965年から営業を開始している。商倫理に悖る悪質な商法への批判やテナントとして入居していたTOCビルとのトラブルから、1970年に営業を停止するが、普及会の関係者が同種の商法を採るコピー会社を興し更にそこでノウハウを得た関係者が更にコピー会社を作るなど多くの業者が派生、1990年代半ばから末頃まで盛んに同種商法が見られた。
これらの商法では、主に高齢者や主婦といった「安売り」や「特売」に弱い層を狙い撃ちとし、高価な商品を売りつけた上で、販売会以降ではロクに解約・返品にも応じない事から、これら類似業者の活動が活発化した1990年代頃から国民生活センター等に数多くの相談が持ち込まれ、社会問題となった。
この問題に関しては2004年11月より特定商取引法が改正され、一般の人が出入りしない（公共の場所ではない）場所での、本来客に販売したい商品や勧誘目的を隠しての連れ込みや販売行為が禁止となった。
2008年5月21日、東京都は特に悪質と認めた7社に対し、3ヶ月の業務停止命令を出した。これを受け、一部の新聞社は宣伝講習販売を行う事業者の折り込み広告を拒否している。
また、1998年頃より暴力的な同商法に対する事例も報告されるなどしており、威圧的キャッチセールスが行われていた。これらでは暴言や罵倒による恐喝だけでなく暴力を振るった事例も見られる。